# Ярчук Володимир Миколайович
Ярчук Володимир Миколайович (14 лютого 1940 р., с. Мшанець, Старосинявський район на Хмельниччині – 16 квітня 2019 р. м. Хмельницький) – поет, художник, музикант, ветеран праці.

## Біографія
Володимир Ярчук після закінчення школи в рідному селі навчався в Кам'янець-Подільському культурно-освітьому училищі, Московському інституті культури та Народному університеті мистецтв (п'ятирічний факультет станкового живопису та графіки).
Вчителював, працював директором Будинку піонерів та школярів, завідував райвідділом культури в Старій Синяві.
З 1968 р. в м. Хмельницькому. Працював архітектором макетного проектування (роботи виставлялися в павільйонах тваринництва та ВДНГ України й Москви); художник-оформлювач, художник-графік, ветеран праці.
Друкувався в тижневику «Козацький вісник» (2005), збірці «Старосинявська весна» (2002), в газеті «Літературна громада», в альманахах «Осик осінній сон» (2002), «Творче Поділля. Ювілей» (2003), в міжнародному літературному журналі «Склянка часу».
Був членом Хмельницької літературної спілки «Поділля», Хмельницького обласного осередку ВТС «Конгрес літераторів України», обласної організації Всеукраїнського товариства «Просвіта» ім. Т. Г. Шевченка, полковником Окремого Подільського козацького полку «Молода Січ» ім. Устима Кармелюка.

## Творчість
Проста, тиха, спокійна поезія ввійшла до збірки «Відлуння літ» (2003). Володимир Ярчук висіяв добірні зерна свого поетичного слова на ниву української літературної мови; вони щедро проросли на благодатному ґрунті. Про найпрекрасніше із почуттів – кохання – говорили, говорять і будуть говорити багато митців. Всі по-різному. Та Володимир Ярчук зумів віднайти свою особливу огранку вираженню цього почуття – це вірші. Саме вони підкреслюють неймовірну силу кохання. Закохана людина почувається щасливою і має горде відчуття своєї вагомості в суспільстві.
Лірична збірка «У купелі суцвіття» (2006) – четверта книга Володимира Миколайовича. Уже з початкових рядочків перших віршів відчуваємо знайоме навіювання. Тут йдеться про єдність та гармонію людини з природою. Небо в системі образів завжди пов'язане із чимось духовно високим, небуденним, святковим.
У ліричній збірці поезій «У шатах перелесника» (2007) нові поетичні фарби, глибоке проникнення та злиття автора з оточуючою природою інтригують найвибагливішого читача. Несподівані рядки захоплюють, дивують, полонять і занурюють у невимовно чарівний світ поезії. Своїм гострим зором митець художнього слова помічає найтонші порухи природи і відтворює їх у своєму поетичному слові.
У виданні «Цвіт незабудок» (2008) автор лірично веде розповідь про свою кохану, про батьків-селян і жахливе голодне дитинство, а також про місто, яке стало дуже рідним. Поет щиро захоплюється красою своєї коханої, порівнює її з квіткою. І щемом у серці згадує своє дитинство, батьків. Інколи спогади підіймають настрій, а іноді навівають сум.
Лірична збірка «На семи вітрах» (2009) – вибране з шести поетичних книг митця, починаючи з першої «Відлуння літ» (2003). Кожна з них – це знакова віха в неухильному леті поетичних дум. До складу збірки із семи розділів вміщено просту, тиху, спокійну, але надзвичайно мелодійну поезію. Це своєрідний логічний підсумок творчого поступу, прожитих, пережитих і вистражданих літ. У них виписана його доля. Тут кожне слово відшліфоване талановитим митцем. Збірка пронизана любов'ю до рідної України, до рідної землі, до природи… Як швидко мчать роки, але щоразу так хочеться повернутися у дитинство, до батьківського порогу... В єдине ціле усі збірки зв'язує витончене художницьке світобачення автора, розлоге словесне змалювання розкішної подільської природи, доповнене власними графічними ілюстраціями в кожній книзі – батьківська хата, став тощо.
Справжнім майстром пейзажного малюнка поет проявив себе у збірці «Люстерко долі» (2010). Це вагомий поетичний доробок автора – чарівний і напрочуд ліричний, оздоблений піснями, бо він іще і композитор. Кожен рядок його поезій пронизаний і сповитий не розпачем і журбою, а життєстверджуючою, світлою вірою і надією у день прийдешній. Автор залюблений у життя, у навколишній світ, а понад усе – у рідну землю та мову.
Лірична збірка «Наперсток духмяного літа» (2010) – вагомий поетичний доробок, кожний рядок якого наскрізь пронизаний і сповитий життєстверджуючою, світлою вірою і надією у день прийдешній. Надзвичайно різноманітна палітра глибинних почуттів автора. Він закоханий у навколишній світ, у рідний край.
Одинадцята збірка поезій Володимира Ярчука «Цвіт благодаті» (2014) різниться від попередніх присвятою Тарасові Шевченку з нагоди 200-річчя Генія людства. Її тема відкривається портретом Т. Шевченка та епіграфом, особисто виконаними В. Ярчуком.
Через близькість до фольклору Володимиру Ярчуку вдалося створити чимало чудових пісень, що стали неабияким здобутком у його літературній творчості.

## Нагороди, участь у фестивалях
Нагороджений відзнакою ВЛКСМ, медаллю «За трудовое отличие».
Брав участь у Хмельницькому міському літературному фестивалі «Слово єднає» у 2015, 2016, 2017, 2018 р.р

### Твори
1. Ярчук В. М. Відлуння літ : лірика / В. М. Ярчук. – Сімферополь: Доля, 2003. – 52 с.
2. Ярчук В. М. Вустами серця : поезії / В. М. Ярчук. – Хмельницький : Пантюк С., 2005. – 52 с.
3. Ярчук В. М. Люстерко долі : лірика / В. М. Ярчук. – Хмельницький : Цюпак А. А., 2010. – 80 с.
4. Ярчук В. М. На крилах душі : поезії / В. М. Ярчук. – Хмельницький : Пантюк С., 2005. – 52 с.
5. Ярчук В. М. На семи вітрах : лірика / В. М. Ярчук. – Хмельницький : Цюпак А. А., 2009. – 104 с.
6. Ярчук В. М. Наперсток духмяного літа : лірика / В. М. Ярчук. – Хмельницький : Цюпак А. А., 2010. – 64 с.
7. Ярчук В. М. Повінь душі : лірика / В. М. Ярчук. – Хмельницький : Цюпак А. А., 2016. – 100 с. : іл, ноти.
8. Ярчук В. М. Споконвічна музика моя : лірика / В. М. Ярчук. – Хмельницький : Цюпак А. А., 2013. – 106 с. : іл.
9. Ярчук В. М. У купелі суцвіття : поезія / В. М. Ярчук. – Хмельницький : Цюпак А. А., 2006. – 60 с.
10. Ярчук В. М. У шатах перелесника : лірика / В. М. Ярчук. – Хмельницький : Цюпак А. А., 2007. – 60 с.
11. Ярчук В. М. Цвіт благодаті : лірика / В. М. Ярчук. – Хмельницький : Цюпак А. А., 2014. – 112 с.
12. Ярчук В. М. Цвіт незабудок : лірика / В. М. Ярчук. – Хмельницький : Цюпак А. А., 2008. – 64 с.

### Про автора
1. Заповідаєм вам любов : зб. вибр. творів літер. Поділля / уклад. Г. Ісаєнко. – Хмельницький : ХГПА, 2011. – 228 с.
2. Кульбовський М. М. З подільського кореня. Кн. сьома / М. М. Кульбовський. – Хмельницький : Цюпак А. А., 2013. – 230 с.
3. Кульбовський М. М. З подільського кореня. Кн. п'ята / М. Кульбовський. – Хмельницький : Цюпак А. А., 2009. – 240 с.
4. Патріоти рідного краю : довідник літ. спілки «Поділля» / уклад. Г. Ісаенко. – Хмельницький : ХГПА, 2010. – 68 с. : іл.
5. Слово єднає! : літ.-публ. альм. Вип. 1 / Хмельниц. міськрада, Упр. культури і туризму Хмельниц. міськради ; ред.-уклад. Т. С. Козицька, В. Ц. Міхалевський. – Хмельницький : Цюпак А. А., 2018. – 312 с. : фото.
6. Слово єднає! : літ.-публ. альм. Вип. 2 / Хмельниц. міськрада, Упр. культури і туризму Хмельниц. міськради ; ред.-уклад. Т. С. Козицька, В. Ц. Міхалевський. – Житомир : Євенок О. О., 2020. – 316 с. : фото.
7. Хмельницький в іменах. Митці : довідник / Уклад. В. А. Дмитрик, М. М. Кульбовський, Є. В. Семенюк. – Хмельницький : А. Цюпак, 2010. – 200 с. : фото.
8. Ярчук Володимир Миколайович // Хмельницька міська централізована бібліотечна система [Архівовано 4 лютого 2021 у Wayback Machine.]